# 1,3,6-cyclo-octatrieen
1,3,6-cyclo-octatrieen is een cyclische verbinding met als brutoformule C8H10. De stof komt voor als een kleurloze vloeistof die onoplosbaar is in water. Van 1,3,6-cyclo-octatrieen bestaan diverse geometrische isomeren. Het wordt soms gebruikt om cyclo-octatetraeen te bereiden.